# Salvador Cleofás Murguía Villalobos
Salvador Cleofás Murguía Villalobos SDB (ur. 25 września 1953 w León) – meksykański duchowny rzymskokatolicki, od 2018 prałat terytorialny Mixes.

## Życiorys
Święcenia kapłańskie przyjął 11 grudnia 1982 w zakonie salezjanów. Był dyrektorem wielu placówek formacyjnych w północnomeksykańskiej inspektorii zakonnej, pełnił także funkcję przełożonego tej inspektorii. Od 2015 pracował przy domu generalnym w Rzymie jako delegat Ameryki Łacińskiej dla wydziału formacyjnego.
13 czerwca 2018 został prekonizowany prałatem terytorialnym Mixes. Sakrę biskupią otrzymał 2 sierpnia 2018.